# كأس رابطة الدول المستقلة 2004
كأس رابطة الدول المستقلة 2004 هو الموسم 12 من كأس رابطة الدول المستقلة. أقيم خلال الفترة 17 يناير 2004 وحتى 25 يناير 2004، وكان عدد الأندية المشاركة فيه 16، وفاز فيه نادي دينامو تبليسي.